# Coelidia costalis
Coelidia costalis är en insektsart som beskrevs av Walker 1851. Coelidia costalis ingår i släktet Coelidia och familjen dvärgstritar. Inga underarter finns listade i Catalogue of Life.